# 德國奧林匹克體育同盟

德國奧林匹克體育同盟職志2014年前使用的標誌

德國奧林匹克體育同盟（Deutscher Olympischer Sportbund）是德國的國家奧林匹克委員會及體育部門。該組織成立於1895年。翌年，首次派員參加在希臘雅典舉行的現屆現代奧運會。德國在二戰分裂後，该組織由西德继续掌管，而東德另立德意志民主共和国國家奧林匹克委員會。1990年，兩德統一後，形成现有的德國奧林匹克體育同盟。
現時，德國奧林匹克體育同盟是國際奧林匹克委員會和歐洲奧林匹克委員會的成員。它的總部設在法蘭克福，主席是Alfons Hörmann。

## 資料來源
1. ↑  .   [2014-05-31]. （原始内容存档于2018-01-08）.